# Barska žabokrečina
Barska žabokrečina (močvarna žabokrečina, žabokrijek, lat. Zannichellia palustris), podvodna zeljasta trajnica iz porodice mrjesnjakovki rasprostranjena po svim kontinentima. 
Razmnožava se i živi pod vodom; oprašivanje i oplodnja je potpuno podvodna. Stabljika može biti dugačka do 50 cm.
Jedina je u rodu koja raste i u Hrvatskoj.